# Кахі Кавсадзе
Кахі Давидович Кавсадзе (груз. კახი დავითის ძე კავსაძე; 5 червня 1935, Ткібулі, Грузинська РСР — 27 квітня 2021) — грузинський радянський актор театру і кіно, зірка Тбіліського академічного театру ім. Ш. Руставелі. Народний артист Грузинської РСР (1981). Почесний громадянин Тбілісі (2014).

## Біографія
Закінчив Тбіліський театральний інститут ім. Шота Руставелі (1959).
Всесоюзну популярність йому принесла роль Абдулли у фільмі «Біле сонце пустелі» (1969).
Потім у 1974—1980 був популярний цикл короткометражних фільмів за сценаріями Резо Габріадзе, в цих фільмах Кахі грав сильного, але простодушного Каху.
У 1988 році вийшов фільм «Житіє Дон Кіхота і Санчо», в якому Кахі зіграв Дон Кіхота.

## Фільмографія
1. 1957: Пісня Етері
2. 1957: Особисто відомий
3. 1958: Мамелюк
4. 1959: Квітка на снігу
5. 1960: Ровесник століття
6. 1961: Чортова дюжина
7. 1965: Нагорода (новела у кіноальманаху «Сторінки минулого»)
8. 1965: Інші нині часи
9. 1965: Лебедєв проти Лебедєва
10. 1966: Він не хотів убивати…
11. 1968: Придатний до нестройової
12. 1969: Біле сонце пустелі
13. 1970: Дівчина і солдат (новела у кіноальманаху "М'яч, рукавичка і капітан)
14. 1971: Жив співочий дрізд
15. 1971: Намисто для моєї коханої
16. 1973: Мелодії Верійського кварталу
17. 1973: Пригоди Лазаре
18. 1973: Саджанці
19. 1974: Парі
20. 1975: Сходи
21. 1975: Переполох
22. 1975: Суботній вечір
23. 1975: Любов з першого погляду
24. 1976: Три карбованці
25. 1976: Термометр
26. 1976: Містечко Анара
27. 1976: Як ранковий туман
28. 1976: Щоденник Карлоса Еспіноли
29. 1976: Іваніка і Симоніка
30. 1977: Лимонний торт
31. 1977: Метелик
32. 1977: Підкорювачі гір
33. 1977: Древо бажання (Картини з життя дореволюційної грузинського села)
34. 1978: Три наречених
35. 1978: Кентаври
36. 1978: Королі і капуста
37. 1978: Перерва
38. 1978: Поки божеволіє мрія
39. 1979: Дюма на Кавказі
40. 1980: Удача
41. 1980: Сліпа куля
42. 1980: Дівчина зі швейною машинкою
43. 1981: Тифліс — Париж і назад
44. 1981: Три дні спекотного літа
45. 1982: Дмитро II
46. 1982: Дзвін священної кузні
47. 1982: Прийміть виклик, сеньйори!
48. 1983: Клятвенний запис
49. 1983: Я готовий прийняти виклик
50. 1983: Ратілі
51. 1984: Б'ють — біжи
52. 1984: Покаяння
53. 1984: Розповідь досвідченого пілота
54. 1985: Біла троянда безсмертя
55. 1985: Поки пройде осінній дощ
56. 1985: В одному маленькому місті
57. 1985: Панове авантюристи
58. 1988: Злочин відбувся
59. 1988: Житіє Дон Кіхота і Санчо
60. 1989: Бесаме
61. 1989: Самотній мисливець
62. 1991: Втеча на край світу
63. 1991: Цар Іван Грозний
64. 1991: Я хрещений батько Пеле
65. 1992: Золотий павук
66. 1993: Помста блазня
67. 1993: Шейлок
68. 1994: Колискова
69. 1994: Простодушний
70. 1996: Смерть Орфея
71. 1996: Тисяча і один рецепт закоханого кулінара
72. 1997: Райські пташки
73. 1999: Паркування лицарі
74. 2000: Ковчег
75. 2001: Гра в підкидного
76. 2001: Спадкоємиці
77. 2004: Граф Крестовський
78. 2005: Спадкоємиці — 2
79. 2006: Золоте теля
80. 2012: Сліпі побачення
81. 2014: ЧБ
82. 2014: Телі і Толі